# Заборак
Заборак (серб. Заборак) — населенный пункт (деревня) в общине Чайниче, который принадлежит энтитету Республике Сербской, Босния и Герцеговина. По результатам югославской переписи населения 1991 года в Забораке проживало 288 человек. Расположен на границе с Сербией.

## Население
В населении деревни преобладают сербы, доля остальных национальностей незначительна.
| 1961                           | 1971 | 1981 | 1991 | - | - | - |
| ------------------------------ | ---- | ---- | ---- | - | - | - |
| 699                            | 622  | 408  | 288  | - | - | - |
| Гистограмма динамики населения |      |      |      |   |   |   |

### Национальный состав населения
На 1991 год:
- сербы — 222 человека (77,08 %);
- хорваты — 0 человек (0,00 %);
- мусульмане — 54 человека (18,75 %);
- югославы — 1 человек (0,35 %);
- другие и неизвестно — 11 человек (3,92 %).